# ノースコリアテック
ノースコリアテック（North_Korea_Tech）は、アメリカを拠点とし、イギリス人ジャーナリストのマーティン・ウィリアムズが執筆するブログサイトで、朝鮮民主主義人民共和国（北朝鮮）の家電や技術開発を取り上げている。
サイトは2010年に開設され、ワシントンDCに拠点を置いている。同サイトは38ノースと提携している。

## 設立の経緯
ウィリアムズによれば、彼は
IDG News Serviceの東京特派員として15年間勤務し、その間に「朝鮮民主主義人民共和国と韓国の間の富、知識、繁栄の格差」が拡大しているのを目の当たりにしたことが、ブログを始めるきっかけになったという。朝鮮民主主義人民共和国への関心について、「朝鮮民主主義人民共和国は今日、かつてソ連がそうであった以上に理解するのが難しい国であるように見える」と述べている。

## サイトの概要
このサイトは、朝鮮民主主義人民共和国の携帯電話、衛星、インターネットドメイン、オペレーティングシステム、ミサイル技術、インターネットテレビサービスなどを取り上げている。このサイトの記事は、国際的なメディア、政府の報告書、朝鮮民主主義人民共和国（北朝鮮）を研究する学者によってしばしば引用されている。これには、フランス通信社（AFP）、Vice Magazine、TechCrunchによる報道も含まれる。 また、聯合ニュースや東亜日報などの韓国のメディアによっても引用されている。
 
ノースコリアテックは2016年初めにDDoS攻撃を受け被害を受けた。2016年3月24日、同サイトは韓国の国家保安法（「北朝鮮を称賛、同情、協力すること」を禁止する法律）違反の疑いにより、韓国通信標準委員会（KCSC）によって韓国で検閲された。ウィリアムズは、このサイトは「北朝鮮を賛美したり、支援したりするものではない」と述べ、禁止を不服とした。KCSCは、このサイトは北朝鮮のウェブサイトへのリンクや北朝鮮の国営メディアのビデオを掲載しているためにブロックされたと述べた。電子フロンティア財団のジリアン・ヨークは、「ノースコリアテックのブロッキングは、表面的には、それ自体が表現の自由の原則と正反対である法律の行き過ぎた適用である」と述べた。 ヒューマン・ライツ・ウォッチ・アジアのフィル・ロバートソンは、ブロッキングを「権利を侵害しており、逆効果である」とした。2017年には、オープン・ネット・コリアの法的支援により、禁止に対する上訴が成功した。
2016年4月現在、ウェブサイトには月に約20,000件のアクセスがある。